# Wolf at the Door
Wolf at the Door è un singolo del gruppo musicale britannico Keane, pubblicato il 1º giugno 2001 dalla Zoomorphic Recordings.

## Tracce
1. Wolf at the Door – 4:32
2. Call Me What You Like – 3:32
3. She Has No Time – 5:00

## Formazione
Gruppo
- Tom Chaplin – chitarra acustica, voce, programmazione
- Tim Rice-Oxley – basso, tastiera, programmazione
- Dominic Scott – chitarra, tastiera, programmazione
- Richard Hughes – batteria, programmazione

Produzione
- Mark Wallis – produzione
- James Sanger – coproduzione, programmazione
- Keane – coproduzione